# Giorgi Czichradze
Giorgi Czichradze, gruz. გიორგი ჩიხრაძე, ros. Георгий Александрович Чихрадзе (ur. 1 października 1967 w Gagrze, Gruzińska SRR) – gruziński piłkarz, grający na pozycji obrońca, a wcześniej pomocnika, reprezentant Gruzji, trener piłkarski.

## Kariera piłkarska

### Kariera klubowa
Wychowanek DJuSSz Gagra. W 1983 rozpoczął karierę piłkarską w miejscowym Dinamo Gagra. W 1984 został zaproszony do Dinama Tbilisi, ale nie zagrał żadnego meczu i w 1986 debiutował w składzie Dinama Suchumi. W 1990 przeniósł się do Cchumi Suchumi. Po krótkim pobycie w 1993 w Spartaku Anapa przeszedł do ukraińskiego klubu Temp Szepietówka. Latem 1995 otrzymał zaproszenie do Szachtara Donieck, w którym występował przez dwa sezony, po czym powrócił do Dinama Tbilisi. W 1998 roku bronił barw chińskiego Qianwei Huandao. Na początku 1999 został piłkarzem Lokomotiwi Tbilisi. Potem dwa lata spędził w izraelskim Hapoel Beit Szean. W 2004 zakończył karierę piłkarską w klubie Ameri Tbilisi.

### Kariera reprezentacyjna
W latach 1994–2000 występował w reprezentacji Gruzji, w której rozegrał 24 spotkań.

## Kariera trenerska
Po zakończeniu kariery piłkarskiej pozostał w klubie Ameri Tbilisi, w którym objął stanowisko głównego trenera. Właśnie dzięki jemu zdobył wiele sukcesów w tamtym czasie. Potem pomagał Kachi Cchadadze trenować azerski İnter Baku, a kiedy w grudniu Cchadadze otrzymał dyskwalifikację przejął jego funkcje trenerskie.

## Sukcesy i odznaczenia

### Sukcesy klubowe
- mistrz Gruzji: 1998
- wicemistrz Ukrainy: 1997
- zdobywca Pucharu Ukrainy: 1997

### Sukcesy trenerskie
- brązowy medalista Mistrzostw Gruzji: 2007
- zdobywca Pucharu Gruzji: 2006, 2007
- finalista Pucharu Gruzji: 2008
- zdobywca Superpucharu Gruzji: 2006, 2007
- mistrz Azerbejdżanu: 2010
- finalista Pucharu Azerbejdżanu: 2011